# Коста Мецана (Парма)
Коста Мецана је насеље у Италији у округу Парма, региону Емилија-Ромања.
Према процени из 2011. у насељу је живело 149 становника. Насеље се налази на надморској висини од 165 м.